# Финш, Отто
Отто Финш (нем. Otto Finsch; 8 августа 1839, Вармбрунн (сегодня Еленя-Гура), Силезия — 31 января 1917, Брауншвейг) — немецкий этнолог, орнитолог и путешественник-исследователь, ставший известным прежде всего благодаря подготовке к завладению Германией колонии Новая Гвинея. В честь него названы гавань и побережье в Папуа — Новой Гвинее.

## Жизнь
Финш родился в Силезии. Отец владел стекольной гранильней и руководил школой рисования. Он должен был стать по желанию своего отца коммерсантом. Не окончив школу, он уже в 19 лет предпринял первые поездки в Болгарию и Венгрию для изучения тамошнего птичьего мира. В 1861 году он получил место ассистента в Нидерландском имперском музее естествознания в Лейдене.

### Бременский период
При посредничестве бременского врача и знатока птиц Гартманна в 1864 году Финш прибыл в Бремен. В 1864 году в возрасте 25 лет он стал хранителем естественнонаучной и этнологической коллекции Бременского музея, а с 1866 по 1878 годы возглавлял новый музей этнографии. В 1868 году он стал почётным доктором университета Бонна. В 1872 году он путешествовал по Северной Америке, а в 1873 году по Лапландии. В сопровождении зоолога Альфреда Брема и графа Вальдбург-Цейль по поручению Бременского Географического общества в 1876 году Финш предпринял экспедицию в Западную Сибирь, Туркестан и на северо-запад Китая. В Бремене и Дельменхорсте с 1885 года он был также частным учёным.

### Тихоокеанские острова
По прошествии времени в Бременском музее Финш при поддержке Фонда им. Гумбольдта занялся южными островами Тихого океана, которые он объездил с 1879 по 1882 годы. Как агент частного Гамбургского консорциума «Новой Гвинеи» (позже переименованного в компанию «Новая Гвинея»), принадлежащего Адольфу фон Ганземанну, он объездил в 1884—1885 годах с капитаном Эдуардом Дальманом в нескольких поездках с острова Миоко почти всё северное побережье Новой Гвинеи и обнаружил реку Сепик. Финш заключал также договоры о земельных приобретениях. В 1884 году, назвавшись братом Н. Н. Миклухо-Маклая, он водружает немецкий флаг в деревне Бонгу, на Берегу Маклая. Далее на пароходе «Самоа» он следует вплоть до залива Хуон, покупая землю и поднимая немецкий флаг. В 1885 году была основана северная половина острова[прояснить] под названием Земля Кайзера Вильгельма — «охраняемая область» компании «Новая Гвинея» с управлением, расположенном в гавани Финша. Ещё 2 года он был консультантом компании «Новая Гвинея».

### Лейден и Брауншвейг
Финш был в 1898 году хранителем музея в Лейдене, а в 1904 году руководителем Этнографического отделения Городского музея в Брауншвейге. Во время Первой мировой войны он замещал директора музея Франца Фузе. В 1910 году он получил профессорскую степень.

## Почести
- Несколько видов попугаев носят его имя, в том числе аратинга Финша (Aratinga finschi), сиреневоголовый амазон (Amazona finschi), дятловый попугайчик Финша (Micropsitta finschii), черношейная каменка (Oenanthe finschii).
- Вымерший вид новозеландской гривистой утки (Chenonetta finschi) также носит его имя.
- Его именем была названа гавань на северо-восточном побережье провинции Моробе Папуа — Новой Гвинеи, портовый город Финшхафен на берегу Соломонового моря к северо-востоку от залива Хьюон и побережье Финша, расположенное между заливом Гумбольдта и устьем Сепики (бывшей реки императрицы Августы).
- В Бременском районе Walle (Bremen)[нем.] , а также в Брауншвейге улицам присвоено имя Финша.